# Birkenhügel
Birkenhügel è una frazione del comune tedesco di Rosenthal am Rennsteig.

## Storia
Il 1º gennaio 2019 il comune di Birkenhügel venne fuso con i comuni di Blankenberg, Blankenstein, Harra, Neundorf, Pottiga e Schlegel, formando il comune di Rosenthal am Rennsteig.